# Cololejeunea stotleriana
Cololejeunea stotleriana là một loài Rêu trong họ Lejeuneaceae. Loài này được Gradst., Ilkiu-Borges & Vanderp. mô tả khoa học đầu tiên năm 2011.